# Maurice Bellet
Pour les articles homonymes, voir Bellet (homonymie).
Maurice Bellet, né le 19 décembre 1923 à Bois-Colombes dans les Hauts-de-Seine et mort le 5 avril 2018 à Paris, est un prêtre catholique et écrivain français.
Docteur en philosophie et en théologie et formé à l'écoute psychanalytique, il est l'auteur d'une cinquantaine d'ouvrages de théologie, psychanalyse, philosophie et économie.

## Biographie
Maurice Bellet naît à Bois-Colombes. Il étudie la théologie au grand séminaire du diocèse de Paris, à Issy-les-Moulineaux, puis au séminaire universitaire de l'Institut catholique de Paris (séminaire des Carmes), qu'il complète par une formation philosophique à la Sorbonne. Il est ordonné prêtre à Bourges en 1949. Il poursuit sa formation universitaire qui aboutit au doctorat en théologie, sous la direction de Claude Geffré et au doctorat en philosophie, sous la direction de Paul Ricœur. Parmi les membres du jury figure Emmanuel Levinas.
Débute alors pour lui une carrière d'enseignant en philosophie dans un petit séminaire de la région de Bourges, et dans le collège privé de Saint Jean-de-Passy (Paris), puis à l’Institut catholique de Paris (chaire de théologie pratique). Vicaire pendant un an à la paroisse Saint-Sulpice d'Issy-les-Moulineaux, il y assure principalement un ministère d'écoute et de confession.
Il collabore comme membre de la rédaction de la revue jésuite Christus de 1985 à 2005.
Par la suite, il consacre une grande partie de sa vie à l'écriture (livres et articles) et à la lecture, au croisement de la philosophie, de la théologie et de la psychanalyse.
Un de ses thèmes de prédilection est l’avenir de la foi chrétienne face au déclin du christianisme, compris comme système idéologique et institution. Maurice Bellet réinterroge la foi et ébauche les perspectives qu'elle peut ouvrir pour l'humanité. Il tente de surmonter les pièges d'une attitude dogmatique et d'ouvrir de nouveaux horizons, en adoptant un ton fraternel (comme dans l'ouvrage L'Épreuve ou Le tout petit livre de la divine douceur, Desclée de Brouwer, Paris, 1992) ou critique (comme Le Dieu pervers, Desclée de Brouwer, Paris, 1998), contre un certain christianisme archaïque, fondé sur la peur et la culpabilité.
Il a pratiqué également l'écoute psychanalytique des personnes. Il la conjugue avec une lecture croyante de la Bible, une écoute de la Parole de Dieu.
Il a donné de nombreuses interventions et conférences.
Son œuvre est traduite en italien, espagnol, allemand, néerlandais, anglais, portugais et chinois.
Maurice Bellet est mort le 5 avril 2018 à la maison Marie-Thérèse (boulevard Raspail) à Paris. Il est enterré au cimetière du Montparnasse, dans le caveau des prêtres.

## Publications (sélection)

### Pour connaître son parcours
- La Longue Veille : 1934-2002, Desclée de Brouwer, 2002
- Un Trajet vers l’essentiel, Seuil, 2004

### Spiritualité et théologie
- La peur ou la foi, Desclée De Brouwer, 1967
- Naissance de Dieu, Desclée De Brouwer, 1975
- Le Dieu pervers, Desclée de Brouwer, 1979, 1998
- Théologie express, Desclée de Brouwer, 1986
- La Voie, Desclée de Brouwer, 2000 (réédition)
- Christ, Desclée de Brouwer, 1990
- Incipit ou le commencement, Desclée de Brouwer, 1992
- L’Amour déchiré, Desclée de Brouwer, 2000
- La Quatrième hypothèse: Sur l’avenir du christianisme, Desclée de Brouwer, 2001
- La Traversée de l’en-bas, Bayard, 2005
- Le meurtre de la parole ou l'épreuve du dialogue, Bayard, 2006
- Le Dieu sauvage, Bayard, 2007
- Dieu, personne ne l'a jamais vu, Albin Michel, 2008
- Minuscule traité acide de spiritualité, Bayard, 2010
- Translation. Croyants (ou non), passons ailleurs pour tout sauver, Bayard, 2011
- Si je dis Credo, Bayard, 2012
- La chair délivrée. Sur la morale sexuelle et l'Eglise, Bayard, 2015
- Un chemin sans chemin, Bayard, 2016
- Réalité sexuelle et morale chrétienne, Desclée de Brouwer, 2018
- Le Messie crucifié. Scandale et folie, Bayard, 2019
- Notre foi en l'humain, Bayard, 2019

### Psychanalyse
- Foi et psychanalyse, Desclée de Brouwer, 1975
- Dire ou la vérité improvisée, Desclée de Brouwer, 1990
- L’Écoute, Desclée de Brouwer, 1989

### Économie
- La Seconde Humanité : De l’impasse majeure de ce que nous appelons l’économie, Desclée de Brouwer, 1993
- Le Sauvage indigné, Desclée de Brouwer, 1998
- Invitation : Plaidoyer pour la gratuité et l’abstinence, Bayard, 2003
- L'Avenir du communisme, Bayard, 2013

### Essais
- Le Lieu du combat, Desclée, 1976
- L’Épreuve ou le tout petit livre de la divine douceur, Desclée de Brouwer, 1988
- Les Survivants, L’Harmattan, 2001 (réédition)
- Je ne suis pas venu apporter la paix..., Albin Michel, 2009

### Romans
- Octone, éd. du Cerf, 1987
- Les Allées du Luxembourg, Desclée de Brouwer, 1996
- L'insurrection, Desclée de Brouwer, 1997
- La nuit de Zachée, Desclée de Brouwer, 2003